# Sechellophryne gardineri
Sechellophryne gardineri é uma pequena espécie de anuro da família Sooglossidae, endémica das Seychelles. Estava anteriormente colocada no género Sooglossus, mas foi movido para o gênero Sechellophryne.

## Descrição física
É uma das espécies de anuros mais pequena do mundo, atingindo um comprimento máximo de 11 milímetros. Os recém-nascidos medem apenas 3 milímetros de comprimento. Os machos adultos têm 8 mm. Possui uma coloração castanha, e apresenta uma lista preta que vai a boca até às pernas.

## Ecologia e comportamento
É uma espécie terrestre, que se alimenta de pequenos invertebrados, como ácaros, larvas de membros da família Sciaridae, formigas e anfípodes. Está restrita às áreas de média a alta altitude das ilhas Mahé e Silhouette das Seychelles. Isto é invulgar entre os Sooglosidae, pois a maioria está restringido a altas latitudes, com clima estável devido à constante neblina. Apesar de ser considerada segura nas regiões onde se encontra, está classificado com vulnerável na Lista Vermelha da UICN porque está restringida a cinco localidades.